# Alaró
Alaró er en by og kommune i det østlige Spanien på øen Mallorca i provinsen De Baleariske Øer. Den har et indbyggertal på 6.037 (2024) indbyggere.